# Masacre de Punta Lobos
La masacre de Punta Lobos se refiere a los asesinatos inexplicables de aproximadamente 200 personas en Punta Lobos cerca de la ciudad de Huarmey, a unos 275  
kilómetros al norte de Lima (Perú), en el año 1350. 
En 1997, miembros de un equipo arqueológico que realizaba una evaluación de impacto para un proyecto portuario conectado a una mina de cobre y zinc para una compañía minera descubrieron aproximadamente 200 cuerpos en la playa de Punta Lobos. Los cuerpos tenían sus manos atadas a sus espaldas, sus pies estaban atados juntos, tenían los ojos vendados y sus gargantas habían sido cortadas.
Los arqueólogos aseguran que los pescadores fueron apuñalados a través de la clavícula, directamente en el corazón, en una ceremonia de sacrificio humano por miembros del pueblo chimú como un signo de gratitud a su venerado dios del mar Ni después de que conquistaran el fértil valle costero de los pescadores en 1350, o como método de sometimiento o sofocar alguna resistencia. Sus cuerpos, dejados sin enterrar y luego cubiertos por la arena arrastrada por el viento, se encontraron, a pesar del paso del tiempo, en diversos estados de descomposición, algunos con tejido muscular, pelo e incluso uñas.